# Бриджстоун (гуми)
„Бриджстоун“ (на английски: Bridgestone Corporation, 株式会社ブリヂストン) е компания, производител на гуми. Основана е в град Куруме, префектура Фукуока, Япония.

## История
Компанията е основана през 1931 г. от Шоджиро Ишибаши. Името на компанията буквално означава „каменен мост“ – пряко наследство от създателя на компанията, чиято фамилия Ишибаши означава точно това.
Съществува самостоятелно до 1988 г., когато закупува американския производител на гуми Firestone Tire and Rubber Company.
Бриджстоун е най-големият производител на гуми в Япония и света (данни от 2017), следвана от Мишлен (Франция), Гудиър (САЩ), Континентал (Германия) и Пирели (Италия).
Бриджстоун има 181 производствени мощности в 24 държави към юли 2018.
Притежава част от финландската компания за производство на гуми „Nokian“.
Дъщерната компания „Bridgestone Cycle Co., Ltd.“ е производител на велосипеди с марките Bridgestone и Anchor.

## Във „Формула 1“
Основен доставчик на гуми за Формула 1 (Bridgestone POTENZA) и НАСКАР, Индикар и Чемпкар (Firestone FIREHAWK).
|            | Участия | Победи | ПП  | НБО | Точки  | Бр. Пилоти | Бр. Отбори | Бр. Двигатели |
| Бриджстоун | 244     | 175    | 168 | 170 | 6267,5 | 80         | 29         | 18            |
| ---------- | ------- | ------ | --- | --- | ------ | ---------- | ---------- | ------------- |